# Dirham Spojených arabských emirátů
Dirham Spojených arabských emirátů je měna, která se používá ve Spojených arabských emirátech.
ISO 4217 kód dirhamu je AED, jeden dirham se dělí na 100 filů (jednotné číslo fil). Kromě AED se název pro dirham také neoficiálně zkracuje na DH či DHs.

## Historie
Název dirham pochází z arabštiny. Díky staletím používání této měny se název i v období nadvlády Osmanské říše udržel až do 21. století. Dirham Spojených arabských emirátů se používá jako měna od 17. května 1973, kdy nahradil katarský a dubajský riál, které se používaly od roku 1966 ve všech emirátech (s výjimkou Abú Zabí, kde byl dirhamem nahrazen Bahrajnský dinár v poměru 1 dinár = 10 dirhamů).

## Mince
V roce 1973 byly vydány mince s hodnotami 1, 5, 10, 25 a 50 filů a 1 dirham. Filové, pětifilové a desetifilové mince jsou z bronzu, vyšší hodnoty jsou ze slitiny mědi a niklu. V roce 1995 byly filové, pětifilové a desetifilové mince zmenšeny. Padesátifilová mince byla také zmenšena a změnil se její tvar – na rozdíl od ostatních není kruhová, ale má tvar zaobleného pravidelného sedmihranu.
Hodnota na mincích je zapsána východoarabskými číslicemi a text je v arabštině. Mince v hodnotě 5 a 10 filů se již téměř nepoužívají, všechny ceny jsou zaokrouhleny na nejbližší násobek 25 filů. Filová mince se používá velmi vzácně, navíc si ji při placení lze snadno splést se starou padesátifilovou mincí, neboť mají téměř shodnou velikost.
Od roku 1976 bylo vydáno mnoho sérií pamětních mincí, připomínajících různé události ve Spojených arabských emirátech či panovníky země. 
| Obrázek | Obrázek | Hodnota | Parametry | Parametry | Parametry | Parametry   | Parametry | Popis                                                                                   | Popis                                                                                            |
| Líc     | Rub     | Hodnota | Průměr    | Tloušťka  | Váha      | Okraj       | Tvar      | Líc                                                                                     | Rub                                                                                              |
| ------- | ------- | ------- | --------- | --------- | --------- | ----------- | --------- | --------------------------------------------------------------------------------------- | ------------------------------------------------------------------------------------------------ |
|         |         | 25فلس   | 20 mm     | 1,5 mm    | 3,5 g     | Vroubkovaný | Kruh      | Zobrazení gazely, dole datum ražby podle Islámského a Gregoriánského kalendáře.         | Nápis: "الامارات العربية المتحدة‎", pod ním "٢٥‎", pod ním "فلساً‎" a dole "Spojené arabské emiráty" |
|         |         | فلس50   | 21 mm     | 1,7 mm    | 4,4 g     | Hladký      | Sedmihran | Tři ropné věže, dole datum ražby podle Islámského a Gregoriánského kalendáře.           | Nápis: "الامارات العربية المتحدة‎", pod ním "٥۰‎", pod ním "فلساً‎" a dole "Spojené arabské emiráty" |
|         |         | د.إ1    | 24 mm     | 2 mm      | 6,1 g     | Vroubkovaný | Kruh      | Dallah (konvice na kávu), dole datum ražby podle Islámského a Gregoriánského kalendáře. | Nápis: "الامارات العربية المتحدة‎", pod ním "١‎", pod ním "درهم‎" a dole "Spojené arabské emiráty"  |

### Problémy s podvody
V srpnu roku 2006 vyšlo veřejně najevo, že mince o hodnotě jednoho Filipínského pesa je stejně velká jako mince o hodnotě jednoho dirhamu. Protože jedno peso má hodnotu jen přibližně osmi filů, docházelo k četným podvodům při placení mincemi v automatech.

## Bankovky
V roce 1973 byly vydány mince s hodnotami 1, 5, 10, 50 a 100 dirhamů. V roce 1976 byla vydána bankovka v hodnotě 1 000 dirhamů. O 6 let později byla vydána další série bankovek, ve které nevyšly bankovky v hodnotách 1 a 1 000 dirhamů. Bankovky v hodnotě 500 dirhamů byly poprvé vydány v roce 1983, bankovky v hodnotě 200 dirhamů pak v roce 1989. Původní dvousetdirhamová bankovka je poměrně vzácná, protože byla vydávána jen v roce 1989. Až v roce 2008 vyšla další série v odlišné barvě. V březnu téhož roku vyšla také nová verze padesátidirhamové bankovky.
Nápis na přední straně bankovek je v arabštině, číslice jsou východoarabské. Na zadní straně je nápis v angličtině a číslice jsou arabské.
| Obrázek | Obrázek | Hodnota | Barevný tón  | Rozměry (mm) | Popis                                                         | Popis                                                  |
| Rub     | Líc     | Hodnota | Barevný tón  | Rozměry (mm) | Rub                                                           | Líc                                                    |
| ------- | ------- | ------- | ------------ | ------------ | ------------------------------------------------------------- | ------------------------------------------------------ |
|         |         | 5د.إ    | Hnědá        | 143 × 60     | Centrální Souq (tržiště) v Sharjah                            | Mešita Imam Salem Al Mutawa v Sharjah                  |
|         |         | 10د.إ   | Zelená       | 147 × 62     | Chandžar                                                      | Moderní farma                                          |
|         |         | 20د.إ   | Modrá        | 149 × 63     | Přední část golfového a jachtového klubu v zálivu Dubai Creek | Tradiční obchodní dhau                                 |
|         |         | 50د.إ   | Světle hnědá | 151 × 64     | Oryx (druh antilopy)                                          | Pevnost Al Jahli v emirátu Al Ain                      |
|         |         | 100د.إ  | Růžová       | 155 × 66     | Pevnost Al Fahidi                                             | Budova světového obchodního centra v Dubaji            |
|         |         | 200د.إ  | Tmavě žlutá  | 157 × 67     | Sportovní stadion Zayed Sports City Stadium a budova soudu    | Centrální banka Spojených arabských emirátů v Abú Zabí |
|         |         | 500د.إ  | Světle modrá | 159 × 68     | Raroh velký                                                   | Mešita Jumeirah                                        |
|         |         | 1000د.إ | hnědá        | 163 × 70     | Qasr al-Hosn (nejstarší kamenná budova v Abú Zabí)            | Panoráma Abú Zabí                                      |

## Směnný kurz
Od listopadu 1997 je hodnota dirhamu v praxi fixována na americký dolar v poměru 1 USD = 3,6725 AED, resp. 1 AED = 0,272294 USD. Na americkou měnu je v obdobném fixním poměru navázán saúdský rijál SAR a katarský rijál QAR a přibližně v desetinásobně vyšším kurzu i bahrajnský dinár BHD a ománský rijál OMR.  Tyto měny mají tedy mezi sebou obdobnou hodnotu (respektive desetinovou): 1,00 AED = 0,991 QAR = 1,021 SAR = 0,102 BHD = 0,105 OMR.